# Yanzi (B.80) jezici
Yanzi (B.80) jezici, nigersko-kongoanska podskupina od (6) bantu jezika iz zone B u Demokratskoj Republici Kongo, koju čini zajedno s podskupinama kele (B.20), mbere (B.60), Myene (B.10) (jezik myene [mye], njebi (B.50) (B.50), sira (B.40), teke (B.70), tsogo (B.30) i neklasificiranog jezika molengue [bxc]. 
Obuhvaća jezike boma [boh], 20.500 (2000); ding [diz], 155.000 (2002); mfinu [zmf], 8.400 (2002); mpuono [zmp], 165,000 (Nida 1972); tiene [tii], 24.500 (1977 SIL); yansi [yns], 100,000 (1997 S. Mufwene).

## Vanjske poveznice
- Ethnologue (14th)
- Ethnologue (15th)